# Бауэр-Чепман, Джеффри
Джеффри Бауэр-Чепман (англ. Jeffrey Bowyer-Chapman;  род. 21 октября 1984, Эдмонтон, Канада) — канадский актёр и модель.

## Биография
Джеффри Бауэр-Чепман родился 21 октября 1984 в Эдмонтоне, Канада. Он был усыновлён, когда ему было всего 12 дней отроду.

## Карьера
В 16 лет начал заниматься моделингом, представляя агентство Wilhelmina Models. Помимо прочего он дебютирует в кино в 2006 году в фильме «Удар по системе». После чего попал в список «Five of the Best…» журнала Out, а также в статью «Canada’s Coolest». В 2009 году попал в список «The 10 Most Beautiful Africans In Entertainment» по версии журнала Mwinda. Модельная карьера продолжилась и за пределами Канады, Джеффри участвовал в показах в США, ЮАР, Европы, также снялся для таких брендов как American Apparel и Levi’s.
Снялся в эпизодических ролях в таких сериалах как «Ноев ковчег», «Звёздные врата: Вселенная» и «Секс в другом городе», а также в фильме «Инсценированный разрыв» в 2009 году.
В 2012 году снялся в фильме «Худой». С 2015 году снимался в сериале «Нереально», который был отмечен телекритиками.
В 2018 году присоединился к касту восьмого сезона сериала «Американская история ужасов» — «Апокалипсис».
В 2019 году был утверждён на роль постоянного члена жюри в дрэг-шоу «Королевские гонки: Канада».

## Личная жизнь
Джеффри Бауэр-Чепман — открытый гей.

## Фильмография
| - 2006 — «Удар по системе» — Левон - 2007 — «Я знаю, что я видел» — Маркос - 2007 — «Тайна бумажного пакета» — Джастин - 2008 — «В автобусе» — Джереми - 2009 — «Встреча с угрозой» — мистер Гайтан - 2009 — «Инсценированный разрыв» — Стивен - 2010 — «Еще один краткий миг» — Тревор - 2010 — «Уважаемый мистер Гейси» — Диего - 2012 — «Худой» — Джоуи - 2012 — «Искатели могил 2» — влоггер - 2013 — «Бал Люсиль» — Уолтер - 2015 — «Останься» — Алекс - 2016 — «Дедушка лёгкого поведения» — Брэдли - 2016 — «Дао серфинга» — Вал Стоун - 2017 — «Любовь к 10-му свиданию» — Фредди Митчелл - 2019 — «Хижина любви» — Дин | - 2006 — «Звёздные врата: SG-1» — Север - 2006 — «Ноев ковчег» — Брэнди - 2007 — «Богоматерь из Акрона, штат Огайо» — Брик - 2007 — «Секс в другом городе» — Ковбой - 2009–2011 — «Звёздные врата: Вселенная» — рядовой Даррен Беккер - 2011 — «Посредник Кейт» — Север - 2011 — «Хранилище 13» — Халапеньо - 2009–2012 — «Железный человек: Приключения в броне» — Чёрная Пантера - 2013 — «Хэтфилды и МакКои» — Оуэн Родни - 2015–2018 — «Нереально» — Джей - 2017 — «Королевские гонки Ру Пола» — приглашённый судья - 2018 — «Королевские гонки Ру Пола: Все звёзды» — приглашённый судья - 2018 — «Американская история ужасов: Апокалипсис» — Андре Стивенс - 2020 — «Королевские гонки: Канада» — судья |